# Giovanni Varglien
Giovanni Varglien (Fiume, 16 de mayo de 1911 - Trieste, 16 de octubre de 1990) fue un futbolista y director técnico italiano. Se desempeñaba en la posición de centrocampista. Su hermano mayor Mario también fue futbolista, jugaron juntos en la Juventus.

## Selección nacional
Fue internacional con la selección de fútbol de Italia en 3 ocasiones. Debutó el 15 de noviembre de 1936, en un encuentro amistoso ante la selección de Alemania que finalizó con marcador de 2-2.

## Clubes

### Como futbolista
| Club           | País   | Año         |
| -------------- | ------ | ----------- |
| U. S. Fiumana  | Italia | 1928 - 1929 |
| Juventus F. C. | Italia | 1929 - 1947 |
| Palermo F. C.  | Italia | 1947 - 1948 |

### Como entrenador
| Club                 | País    | Año         |
| -------------------- | ------- | ----------- |
| Palermo F. C.        | Italia  | 1948 - 1949 |
| Atalanta B. C.       | Italia  | 1949 - 1951 |
| Novara Calcio        | Italia  | 1951 - 1953 |
| Palermo F. C.        | Italia  | 1953        |
| Vefa S. K.           | Turquía | 1955 - 1956 |
| Selección de Turquía | Turquía | 1956        |
| Lanerossi Vicenza    | Italia  | 1956 - 1958 |
| U. S. Salernitana    | Italia  | 1958 - 1959 |
| Pordenone Calcio     | Italia  | 1959 - 1960 |
| U. S. Salernitana    | Italia  | 1960 - 1961 |
| F. C. Casale         | Italia  | 1961 - 1962 |
| A. S. Biellese       | Italia  | 1962 - 1963 |
| Pordenone Calcio     | Italia  | 1963 - 1964 |
| Jesina Calcio        | Italia  | 1964 - 1966 |

## Palmarés

### Como futbolista

#### Campeonatos nacionales
| Título      | Club           | País   | Año     |
| ----------- | -------------- | ------ | ------- |
| Serie A     | Juventus F. C. | Italia | 1930-31 |
| Serie A     | Juventus F. C. | Italia | 1931-32 |
| Serie A     | Juventus F. C. | Italia | 1932-33 |
| Serie A     | Juventus F. C. | Italia | 1933-34 |
| Serie A     | Juventus F. C. | Italia | 1934-35 |
| Copa Italia | Juventus F. C. | Italia | 1937-38 |
| Copa Italia | Juventus F. C. | Italia | 1941-42 |
| Serie B     | Palermo F. C.  | Italia | 1947-48 |

### Como entrenador

#### Campeonatos nacionales
| Título  | Club          | País   | Año     |
| ------- | ------------- | ------ | ------- |
| Serie D | Jesina Calcio | Italia | 1964-65 |